# Jaspis incrustans
Jaspis incrustans är en svampdjursart som först beskrevs av Topsent 1890.  Jaspis incrustans ingår i släktet Jaspis och familjen Ancorinidae. Inga underarter finns listade i Catalogue of Life.